# Subsessor bocourti
Subsessor bocourti (мулова змія Бокура) — вид змій родини гомалопсових (Homalopsidae). Мешкає в Південно-Східній Азії. Вид названий на честь французького герпетолога Марі Фірмена Бокура. Це єдиний представник монотипового роду Subsessor. Умовно отруйна змія (реальної небезпеки для людини не становить). 

## Поширення і екологія
Мулові змії Бокура мешкають в Таїланді, Малайзії, Камбоджі і В'єтнамі. Вони живуть у болотах, мілководних озерах та інших водно-болотних угіддях. Живляться рибою і дрібними амфібіями.